# ZyCoV-D
ZyCoV-D é uma vacina de ADN contra COVID-19 sendo desenvolvida pela farmacêutica indiana Cadila Healthcare com o apoio do Governo da Índia. O imunizante possui rota de administração intradérmica e precisa ser aplicado em 3 doses para alcançar sua máxima eficácia, sendo que a inoculação de duas doses já poderia gerar uma boa resposta imune. Pode ser armazenado em refrigeradores comuns.

## Pesquisa clínica

### Fases I e II
Em janeiro de 2020, a Cadila Healthcare decidiu desenvolver uma vacina baseada em ADN em seu Centro de Tecnologia de Vacina (Vaccine Technology Centre, em inglês) localizado em Amedabade. A vacina obteve êxito em testes pré-clínicos e publicou seus resultados através do bioRxiv. Logo em seguida, a farmacêutica recebeu aprovação para prosseguir com a realização de testes de fase I e II, que começaram simultaneamente em julho e envolveram 1 000 voluntários adultos saudáveis. A ZyCoV-D foi a segunda vacina indiana a iniciar testes em humanos, atrás da Covaxin. No final de dezembro, a Cadila anunciou que os resultados obtidos com os testes demonstraram a "segurança, boa tolerância e imunogenicidade" da ZyCoV-D. Contudo, os dados ainda não foram publicados.

### Fase III
Em novembro de 2020, a companhia anunciou a intenção de começar os testes de fase III da vacina candidata em 30 000 voluntários. Optou-se por ser testada em um sistema de três doses e recebida em 5 pontos em 4 cidades da Índia. Em janeiro de 2021, o órgão regulador do país (o Drugs Controller General of India) deu permissão para o começo dos estudos de fase III envolvendo, na realidade, 26 000 participantes. Os resultados da fase III devem ser divulgados a partir de abril.

## Comercialização e produção

### Índia
A Cadila Healthcare diz que pode produzir 150 milhões de doses da ZyCoV-D ao longo de 2021 e procura ser capaz de entregar mais 50 ou 70 milhões delas com a contratação de produtoras.

### Brasil
No dia 5 de fevereiro de 2021, a farmacêutica indiana firmou uma parceria com o Instituto Vital Brazil para trazer doses do imunizante para o Brasil. No dia 9 do mesmo mês, a ZyCoV-D foi ofertada ao Ministério da Saúde em uma reunião na qual foram oferecidas 5 milhões de doses entregues 30 dias após a autorização da Agência de Vigilância Sanitária, Anvisa, e mais 95 milhões entregues nos próximos 12 meses.